# Russell Hobbs
Russell Hobbs est une marque anglaise, spécialiste du petit électroménager, dont le siège est situé à Failsworth, près de Manchester, en Angleterre.

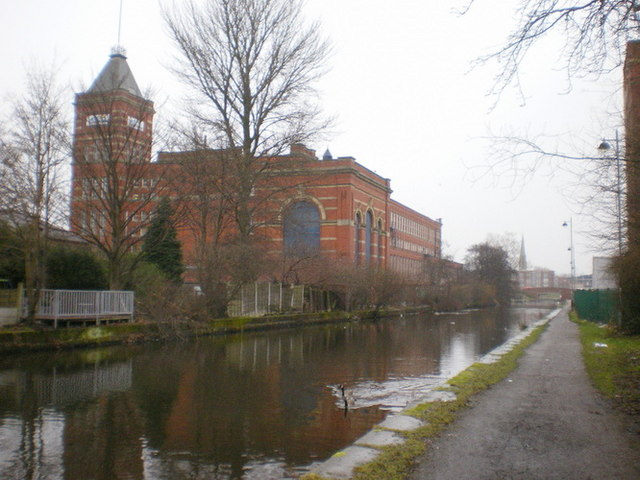
Siège de Russell Hobbs.

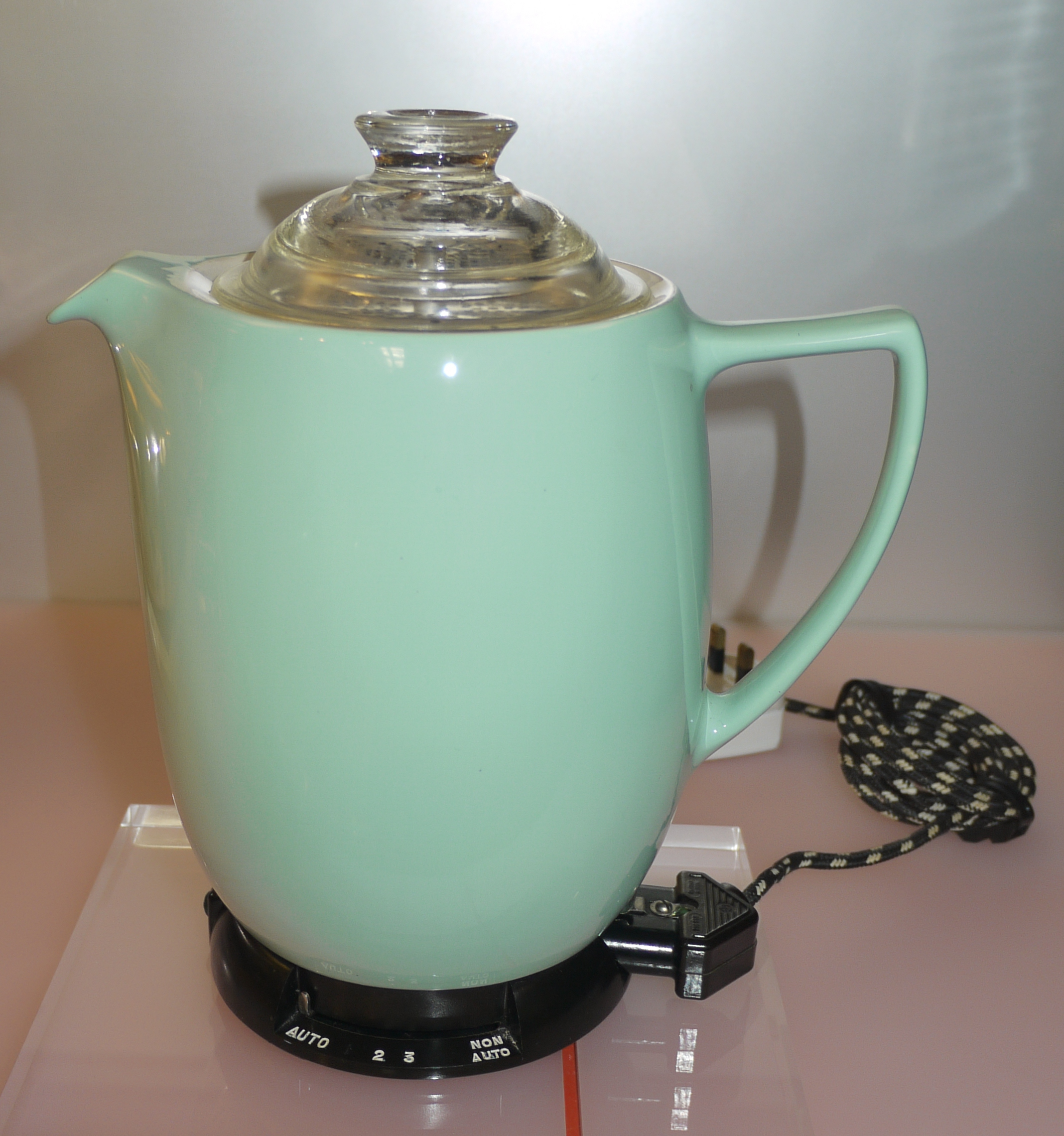
Une cafetière.

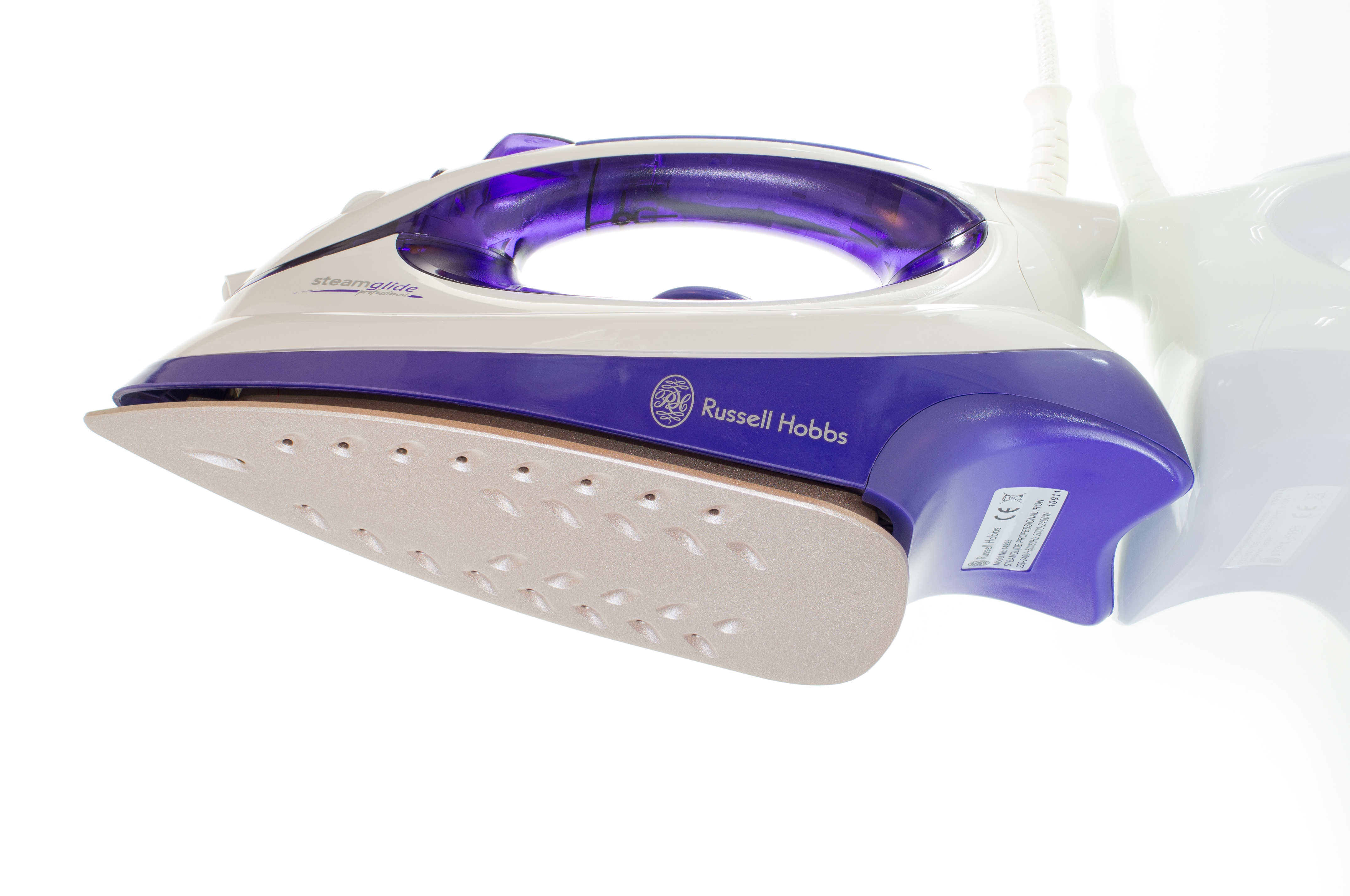
Un fer à repasser.

## Histoire
Bill Russell (1920-2006) travailla pour l'armée britannique durant la seconde guerre mondiale dans le REM, Corps of Royal Electrical and Mechanical Engineers, responsable de tout l'équipement électrique et mécanique utilisé par l'armée, des tanks aux ustensiles de cuisine ; il quitta l'armée en 1947 avec le grade de Major. Il s'associa avec Morphy Richards et contribua à créer le grille-pain électrique automatique (qui éjecte le pain après l'avoir grillé), le fer à repasser électrique et le sèche-cheveux.
Peter Hobbs (1916-2008) travailla aussi pour le fabricant d'appareils électro-ménagers Morphy Richards en tant que responsable de la branche Sud-africaine de la société. Il revint au Royaume-Uni, et travailla pour une autre société, où il s'efforça de créer une cafetière, à partir d'un brevet allemand.
En 1952, ils mirent au point la première cafetière automatique au monde, la CP1 (Coffee Percolator 1), grâce à l'ingéniosité de Russell ; ils fondèrent alors la société Russell Hobbs à Croydon.
Russell était chargé du développement des produits, et Hobbs était directeur des ventes. Russell avait pour test de sécurité décisif, à chaque nouveau produit, de verser une demi-pinte de sauce bouillante dessus. La société réalisa des profits dès le premier jour.

## Gamme de produits
La société fabrique aussi, outre les cafetières électriques : instruments de préparation culinaire, bouilloires électriques, grille-pains, aspirateurs, fers à repasser, appareils à sandwichs, fours micro-ondes, presse-agrumes, mixeurs, robots, sèche-cheveux...

## Innovations
- La bouilloire électrique automatique K1 (première mondiale), mise au point en octobre 1955, comportait une bande bi-métallique à l'arrière de la bouilloire, qui forçait la vapeur à passer à travers une ouverture dans le couvercle de la bande métallique : la vapeur soulevait ainsi l'interrupteur, éteignant la bouilloire.
- En 1960, la bouilloire K2 fut mise sur le marché.
- Ils mirent aussi au point la première bouilloire au monde entièrement programmable, la M2.

## Propriété de la société
En 1963, ils eurent besoin d'accroître la société et d'obtenir plus de capital. Ils furent obligés de vendre la société à Tube Investments, un conglomérat de marques d'appareils électriques. La production fut déplacée à Wombourne dans le Staffordshire, où elle dut partager avec Creda et Blythe Bridge, dans une ancienne usine d'aviation possédée par Indesit jusqu'en 2007. Russell devint le directeur technique de Creda, puis le gérant de Turnright. TI vendit leurs marques consommateurs, et la société alla à Polly Peck, dirigé par Asil Nadir à la fin des années 1980. Polly Peck s'écroula et Russell Hobbs fut racheté par Pifco, basé à Failsworth en 1991, puis par Salton le 4 juin 2001. Pifco, fabricant britannique d'appareils tels que les teasmade, devint connu sous le nom de Salton Europe. La société mère, Salton Inc., a son siège à Lake Forest, dans l'Illinois, et a une branche canadienne en Ontario. En mars 2002, Salton Europe ferma l'usine de Wombourne près de Wolverhampton, déplaçant leur dernière unité de production en Chine.
En décembre 2007, deux sociétés implantées de longue date dans le secteur du petit électro-ménager, Salton Inc. et Applica Incorporated, combinèrent leurs activités en réalisant une fusion. À la suite de cette fusion, Applica devint une filiale détenue entièrement par Salton (en). En décembre 2009, la société issue de cette combinaison (alors désignée sous le nom de Salton Inc.) changea de nom pour adopter celui de Russell Hobbs Inc. En 2010, Spectrum Brands rachète Russell Hobbs, Inc.
Russell mourut le 16 février 2006 à l'âge de 85 ans. Hobbs mourut le 11 avril 2008 à l'âge de 91 ans.